# Inseguimento del Viarsa I
L'inseguimento del Viarsa I cominciò il 7 agosto 2003 ed ebbe luogo nell'Oceano Indiano quando la Marina Australiana intercettò il peschereccio uruguaiano Viarsa I pescare illegalmente il moro oceanico. Il bastimento fuggì fino al 28 agosto 2003 e venne successivamente demolito nel dicembre del 2007.

## Contesto
Il 7 agosto 2003, la Southern Supporter, un pattugliatore della Dogana e della Pesca australiano avvistò il Viarsa I nelle acque territoriali australiane vicino all'isola Heard. Sospettando che la nave pescasse illegalmente il moro oceanico (nome commerciale di Dissostichus eleginoides), gli australiani ordinarono all'equipaggio del peschereccio di fermarsi. I marinai fuggirono e questo diede inizio a un inseguimento che sarebbe durato tre settimane. Le due navi affrontarono mari tempestosi e numerosi iceberg, e la rivalità fu brevemente sospesa quando i pescatori si persero nel ghiaccio marino antartico e furono portati in salvo dai marinai australiani.
Mentre l'inseguimento procedeva per migliaia di chilometri, al Southern Supporter si unirono il rimorchiatore di salvataggio sudafricano John Ross e la rompighiaccio polare SAS Agulhas e la motovedetta britannica Dorada, che staziona normalmente alle Isole Falkland. Il 28 agosto, dopo 7.200 km, il contingente, guidato dall'ufficiale doganale australiano Steve Duffy, circondò il Viarsa I a 4.000 km a sud-ovest di Città del Capo (Sudafrica).
Nel frattempo, un gruppo di personale australiano volò in Sudafrica e salì a bordo della petroliera militare SAS Drakensberg, che si unì alle altre navi il 3 settembre. Il Southern Supporter e il Viarsa I arrivarono a Fremantle (Australia Occidentale), il 3 ottobre. Il capitano del Viarsa I Ricardo Mario Ribot Cabrera e i suoi quattro compagni di bordo pagarono una cauzione e gli venne ordinato di restare nelle vicinanze e di attendere un procedimento legale. Trovarono alloggio in un ostello per marinai mercantili.
Questo fu l'inseguimento più lungo della storia di un bracconiere oceanico finché le navi della Sea Shepherd Bob Barker e Sam Simon non intercettarono il peschereccio battente bandiera nigeriana Thunder, anch'esso bracconiere di austromerluzzi, e lo inseguirono da dicembre 2014 ad aprile 2015 come parte dell'Operazione Icefish.

## Processo
Nonostante le 97 tonnellate di merluzzo trovate a bordo della nave, nel novembre 2005 i rappresentanti dei proprietari della Viarsa I ottennero l'assoluzione da parte di una giuria. Dopo due processi e due anni, i marinai furono liberi di tornare nei loro paesi d'origine.

## Recupero
Secondo l'associazione ambientalista Oceana, il Viarsa I è stata demolito in un cantiere indiano.